# Eparchia kasimowska
Eparchia kasimowska – jedna z eparchii Rosyjskiego Kościoła Prawosławnego, z siedzibą w Kasimowie. Należy do metropolii riazańskiej.
Erygowana przez Święty Synod Rosyjskiego Kościoła Prawosławnego 5 października 2011 poprzez wydzielenie z eparchii riazańskiej i kasimowskiej. Obejmuje terytorium części rejonów obwodu riazańskiego.

## Biskupi kasimowscy
- Dionizy (Porubaj), 2011–2018
- Bazyli (Daniłow), 2018-2025[2]